# Lighthouse Point
Lighthouse Point – miasto w Stanach Zjednoczonych, w stanie Floryda, w hrabstwie Broward.